# Tomoya Ugajin
Tomoya Ugajin (宇賀神 友弥?, Ugajin Tomoya; Toda, 23 marzo 1988) è un calciatore giapponese, difensore o centrocampista degli Urawa Reds.

## Carriera

### Club
Ha giocato nella prima divisione giapponese.

### Nazionale
Nel maggio del 2017 a sorpresa viene chiamato in nazionale maggiore da Vahid Halilhodžić: dovrà però aspettare 10 mesi per fare il suo debutto nel Giappone. Infatti il 23 marzo 2018, il giorno del suo 30º compleanno, gioca la sua prima partita in nazionale contro il Mali, amichevole preparatoria in vista del Mondiale 2018. In quella partita, Ugajin gioca solo il primo tempo, venendo sostituito durante l’intervallo da Gōtoku Sakai, poiché era diffidato. Inoltre, sempre al suo esordio, ha causato il calcio di rigore in favore agli africani.

## Statistiche

### Cronologia presenze e reti in nazionale
| Cronologia completa delle presenze e delle reti in nazionale ― Giappone | Cronologia completa delle presenze e delle reti in nazionale ― Giappone | Cronologia completa delle presenze e delle reti in nazionale ― Giappone | Cronologia completa delle presenze e delle reti in nazionale ― Giappone | Cronologia completa delle presenze e delle reti in nazionale ― Giappone | Cronologia completa delle presenze e delle reti in nazionale ― Giappone | Cronologia completa delle presenze e delle reti in nazionale ― Giappone | Cronologia completa delle presenze e delle reti in nazionale ― Giappone |
| Data                                                                    | Città                                                                   | In casa                                                                 | Risultato                                                               | Ospiti                                                                  | Competizione                                                            | Reti                                                                    | Note                                                                    |
| ----------------------------------------------------------------------- | ----------------------------------------------------------------------- | ----------------------------------------------------------------------- | ----------------------------------------------------------------------- | ----------------------------------------------------------------------- | ----------------------------------------------------------------------- | ----------------------------------------------------------------------- | ----------------------------------------------------------------------- |
| 23-3-2018                                                               | Liegi                                                                   | Giappone                                                                | 1 – 1                                                                   | Mali                                                                    | Amichevole                                                              | -                                                                       | 19’ 46’                                                                 |
| Totale                                                                  |                                                                         | Presenze                                                                | 1                                                                       |                                                                         | Reti                                                                    | 0                                                                       |                                                                         |

## Palmarès

### Club

#### Competizioni nazionali
- Coppa J. League: 1

Urawa Red Diamonds: 2016
- Coppa dell'Imperatore: 2

Urawa Red Diamonds: 2018, 2021

#### Competizioni internazionali
- Coppa Suruga Bank: 1

Urawa Red Diamonds: 2017
- AFC Champions League: 1

Urawa Red Diamonds: 2017